# Cantone di Imphy
Il Cantone di Imphy è una divisione amministrativa dell'arrondissement di Nevers.
A seguito della riforma approvata con decreto del 18 febbraio 2014, che ha avuto attuazione dopo le elezioni dipartimentali del 2015, è passato da 6 a 9 comuni.

## Composizione
I 6 comuni facenti parte prima della riforma del 2014 erano:
- Chevenon
- Gimouille
- Imphy
- Magny-Cours
- Saincaize-Meauce
- Sauvigny-les-Bois

Dal 2015 i comuni appartenenti al cantone sono i seguenti 9:
- Béard
- Druy-Parigny
- Imphy
- La Machine
- Saint-Ouen-sur-Loire
- Sauvigny-les-Bois
- Sougy-sur-Loire
- Thianges
- Trois-Vèvres